# Wushan-Brücke
Die Wushan-Brücke (chinesisch 巫山长江大桥) ist eine Straßenbrücke auf dem Gebiet der regierungsunmittelbaren Stadt Chongqing in der Volksrepublik China, die die Provinzstraße S 301 bei dem Ort Wushan über den Jangtsekiang führt.

## Lage
Sie ist nach der Badong-Brücke die zweite Brücke über den Jangtsekiang oberhalb der 120 Flusskilometer entfernten Drei-Schluchten-Talsperre. Die nächste Brücke flussaufwärts ist die 45 km entfernte Fengjie-Brücke. Bis zum Zentrum der eigentlichen Stadt Chongqing sind es 485 Flusskilometer.
Der Ort Wushan ist zwar nur 3 km Luftlinie von der Brücke entfernt, die Straße muss jedoch einen 15 km langen Umweg über die Mündung des Flusses Daning machen.

## Beschreibung
Die insgesamt 612,2 m lange Wushan-Brücke überquert den Jangtsekiang mit einem einzigen großen Bogen mit einer Spannweite von 460 m. Sie gehört damit zu den größten Bogenbrücken und ist die viertgrößte CFST-Brücke (mit Beton gefüllte Stahlrohrbogenbrücke) der Welt.
Sie hat je zwei Fahrspuren pro Fahrtrichtung, die nur durch eine Mittellinie getrennt sind, und beidseits einen 2 m breiten Gehweg. Sie ist 19 m breit.
Aus technischer Sicht handelt es sich um eine CFST-Brücke mit einer auf etwa halber Höhe eingehängten Fahrbahn. Die beiden tragenden Bögen bestehen aus je vier parallelen Stahlrohren mit einem Durchmesser von 122 cm und Wandstärken von 22 mm bis zu 25 mm in den Abschnitten oberhalb der Kämpfer. Diese Rohre sind durch schmalere Rohre miteinander verbunden und versteift. Ebenso sind die beiden Bögen in regelmäßigen Abständen durch Querverbände aus Stahlrohren versteift.
Beim Bau wurden oberhalb der beiden Kämpfer im Abstand von 576 m zwei 150 m hohe stählerne Fachwerktürme errichtet und in den Berghängen rückverankert, über die ein Kabelkran lief, der bis zu 170 t schwere Teile maximal 260 m hoch heben konnte. Diese Türme dienten gleichzeitig zur Rückverankerung der im Freivorbau montierten Brückenbögen. Beim Baubeginn lag das Niveau der Fahrbahn noch 180 m über dem Wasserspiegel des Jangtsekiang.
Nachdem die Brückenbögen fertiggestellt waren, wurden ihre Stahlrohre mit Beton verfüllt und der bereits im Werk aufgebrachte Korrosionsschutz mit der letzten Schicht versehen. Schließlich wurde die Fahrbahnplatte abschnittsweise in das Bogentragwerk eingehängt und seitlich auf schmalen Stahlstützen aufgeständert.
Die Wushan-Brücke wurde am 8. Januar 2005 eröffnet, als der Drei-Schluchten-Stausee noch nicht sein Stauziel erreicht hatte.
Bei einer vollständigen Füllung des Stausees reicht der Wasserspiegel bis knapp unter die Kämpfer, so dass die Fahrbahn nur noch 76,4 m über dem Stauziel von 175 m ü. d. M. bzw. 106 m über dem Absenkziel liegt.